# Peppermint
Peppermint（ペパーミント）とはUbuntuをベースとした軽量のLinuxディストリビューションの一つである。特徴的な点としてGoogleが開発するウェブブラウザChromiumを標準搭載している。
ローカルアプリも導入できるが、Googleが開発しているChromeOSのように、Webアプリとの連携も強い。
Peppermint 11からはDebianベースとなり、ウェブブラウザを搭載していない。

## 特徴及び機能 (Peppermint 10 Respin以前)
- Chromiumが搭載されている。
  - 一般的なLinuxは、Firefoxを標準ブラウザとしている場合が多いが、Peppermint IceはChromiumが搭載されている。
- Webアプリとの連携が強い。この時、ChromiumはSite Specific Browser (SSB)として動作し、最適化されたデザインを提供する。
  - メニューには、Googleのアプリを始め、多くのWebアプリへのリンクが登録されている。
- シンプルで高速なLXDE環境を採用。
  - デスクトップにはシンプルで高速なLXDEを採用。
  - 低スペックなパソコンでも使いやすくなっている。

## 特徴及び機能（Peppermint 11以降）
- DebianベースのLinuxディストリビューション
  - Peppermint 10 RespinまではUbuntuをベースとしていたが、Peppermint 11ではDebian Bullseyeをベースとしている。
- デスクトップにXfceを採用
  - Peppermint 10 RespinまではLXDEを採用していたが、1996年のリリース以来、進化・成熟していることからXfceを採用している。
- ウェブブラウザの非搭載
  - Peppermint 10 Respinまではウェブブラウザが標準搭載されていたが、Peppermint 11からはウェブブラウザが搭載されておらず、インストール後にWelcome to Peppermintからインストールするウェブブラウザを選択する必要がある。